# 乾晨寺
乾晨寺（けんしんじ）は、東京都八王子市にある曹洞宗の寺院。

## 歴史
1548年（天文17年）、自山臨罷によって開山された。また別の説では滝山城を居城とした大石氏の「大石遠江守」（諱は不明）が開基としている。
江戸時代は幕府より寺領5石を賜っている。寺領そのものは5石であるが、1万6千坪の山林を有していたこともあり、伽藍は比較的大きく、学僧も集まって修行していたという。
明治以降は寺運衰微し、無住（住職不在）の時期が多く、昭和初期までは法心寺住職が兼任している状態であった。1945年（昭和20年）の八王子空襲で伽藍を焼失したため、1971年（昭和46年）に鉄筋コンクリート造の本堂等を再建している。

## 交通アクセス
- 八王子西ICより車2分。